# Anarchistický černý kříž

Tradiční symbol Anarchistického černého kříže

Anarchistický černý kříž (anglicky: Anarchist Black Cross; ABC) je mezinárodní síť autonomních skupin anarchistů, jejichž hlavním účelem je zajišťování podpory anarchistickým politickým vězňům a zviditelňování jejich případů. Je často dávána do kontrastu s Amnesty International, jež se zabývá především podporou vězňů svědomí a odmítá hájit osoby obviněné z podpory násilí.

## Historie
Anarchistický černý kříž začínal jako Anarchistický červený kříž odštěpením se od Politického červeného kříže organizovaným na pomoc politickým vězňům v carském Rusku.
Myšlenka Anarchistického černého kříže ožila v 60. letech 20. století ve Velké Británii s cílem poskytovat podporu anarchistickým vězňům ve Španělsku pod vládou Francisca Franca. Dalším významným momentem při šíření skupin Černého kříže napříč světem byla policejní vražda italského anarchisty Giuseppe Pinelliho. Od 60. let se Anarchistický černý kříž rozšířil do celé řady zemí, kde se věnuje boji se státní represí vůči anarchistickému hnutí.
V 2024 byl Anarchistický černý kříž označen jako „nežádoucí organizace“ v Rusku.